# Cupresacee
Cupresaceele (Cupressaceae) este o familie care cuprinde arbori sau arbuști rășinoși, cu frunze persistente, de obicei solziforme, uneori aciculare, cu dispoziție opusă sau verticilată și flori unisexuate mici. Florile mascule sunt formate din numeroase stamine peltate cu filamente scurte și antere și de obicei cu 3-5 saci polinici. Florile femele, de forma unor muguri,  sunt grupate în conuri, formate din puține carpele, opuse sau spiralate, având la bază 2-20 ovule, erecte. Embrionul are de obicei două cotiledoane. Cuprinde plante decorative (ex. chiparosul) cultivate prin parcuri, grădini publice și particulare, cimitire și unele plante importante pentru industria lemnului și industria farmaceutică (ex. arborele-vieții, ienupărul).

## Specii din România
Flora României conține 14 specii ce aparțin de 5 genuri, majoritatea speciilor fiind cultivate ca plante ornamentale prin parcuri, grădini publice și particulare, cimitire:
- Chamaecyparis
  - Chiparos de California – Chamaecyparis lawsoniana
  - Chiparos de Nutka – Chamaecyparis nootkatensis
  - Chiparos de Sawara – Chamaecyparis pisifera

- Cupressus
  - Chiparos de Arizona – Cupressus arizonica
  - Chiparos – Cupressus sempervirens

- Juniperus
  - Ienupăr chinezesc – Juniperus chinensis
  - Ienupăr – Juniperus communis
  - Cetină de negi – Juniperus sabina
  - Ienupăr pitic – Juniperus sibirica
  - Ienupăr de Virginia – Juniperus virginiana

- Tuia
  - Tuia – Thuja occidentalis, tuia obișnuită
  - Tuia orientală – Thuja orientalis, Arborele vieții
  - Tuia gigantică – Thuja plicata
- Taxodium
  - Chiparos de baltă – Taxodium distichum